# Kosho (imperador)
Imperador Koshō (孝昭天皇, Koshō-tennō) foi o 5º imperador do Japão, na lista tradicional de sucessão.
Antes da sua ascensão ao trono, seu nome era  Mima Tsuhiko Kaeshine no Mikoto (観松彦香殖稲尊).
No Kojiki e Nihonshoki apenas seu nome e genealogia foram registrados. Acredita-se ser filho mais velho do Imperador Itoku e que sua mãe foi Amanotoyototsu-hime, filha de Okishimimi-no-kami. Os registros  do  Monge Jien afirmam que governou do Palácio de Ikekokoro-no-Miya em Waki-no-kami, Província de Yamato.
Este nome foi lhe dado postumamente e literalmente significa "Manifestação Filial" que é característico do budismo chinês, o que sugere que o nome deve ter sido oficializado séculos após a morte de Kosho, possivelmente no momento em que as lendas sobre as origens da Dinastia Yamato foram compilados como as crônicas conhecidas hoje como o Kojiki.
O lugar de seu túmulo imperial (misasag) é desconhecido.  Este imperador é tradicionalmente venerado num memorial no santuário xintoísta de Nara. A Agência da Casa Imperial designa este local como seu mausoléu.
Koshō reinou de 475 a.C. a 392 a.C..